# Бивио Сан Поло (Рим)
Бивио Сан Поло је насеље у Италији у округу Рим, региону Лацио.
Према процени из 2011. у насељу је живело 1183 становника. Насеље се налази на надморској висини од 272 м.